# مجنون ليلى (فلم)
مجنون ليلى هو فيلم دراما تاريخية تونسي جزائري فرنسي من إنتاج عام 1989، الفيلم من إخراج الطيب الوحيشي وتأليف أدريه ميكيل وبطولة هشام رستم وفاطمة بن سعيدان وعبد الرحمن آل رشي.
يحكي الفيلم قصة الحب العذري الذي جمع الشاعر العربي قيس بن الملوح وبنت عمه ليلى العامرية.

## القصة
يقع قيس في حب ليلى التي تبادله الحب وينضم لها قصائد الغزل مما يدفع والد ليلى إلى معارضة زواج ابنته من قيس بسبب قصائد الشعر التي تتغزل بليلى وتتغنى بمحاسنها، وهو ما يجعله يبعد قيس عن ليلى، ويطلب موافقة الأمير لقتل العاشق أن عاد إلى ليلى، ويشتد هيام قيس بليلى التي ظلت أسيرة بعيدة عنه، حتى يصل به العشق واللوعة من الهيام فيطلق عليه لقب مجنون ليلى، ويختفى في الصحراء ولا يظهر إلا نادرًا يجلس حول ديار ليلى.

## طاقم التمثيل
- صافي بوتلة
- فاطمة بن سعيدان
- عبدالرحمن آل رشي
- خالد بركات
- هشام رستم
- طارق آكان
- أحمد عقومي
- منى نور الدين
- فاطمة جليلة